# Rosyjskie Oddziały Wojskowe Armii Mandżukuo
Rosyjskie Oddziały Wojskowe Armii Mandżukuo (ros. Российские воинские отpяды аpмии Маньчжоу-Го) – ochotnicze oddziały wojskowe złożone z rosyjskich emigrantów w składzie Armii Mandżukuo podczas II wojny światowej.
Na początku lat 40. XX wieku tzw. Brygada Asano została przeorganizowana w Rosyjskie Oddziały Wojskowe Armii Mandżukuo. Na początku 1945 r. liczyły one ok. 4 tys. białych Rosjan i Kozaków, zgrupowanych w oddziałach piechoty, kawalerii i oddzielnych jednostkach kozackich. Dowodził nimi ppłk Gurgen Nagolian. Składały się z 3 jednostek: kawaleryjskiej (w stanicy Sungari-2) i 2 piechoty (w Hailarze i stanicy Hengdaohezi). Istniała też rosyjska szkoła wojskowa. Formalnie wchodziły w skład Armii Mandżukuo, marionetkowego państewka w Mandżurii. Jednym z ich głównych zadań było prowadzenie działalności wywiadowczej przeciwko ZSRR, podobnie jak to było dotychczas. Japończycy obawiali się jednak, że Rosjanie mogą w obliczu ofensywy Armii Czerwonej zwrócić broń przeciwko nim. Faktycznie wśród słuchaczy rosyjskiej szkoły wojskowej wybuchł bunt, w wyniku którego jego uczestnicy zbrojnie przedostali się na sowiecką stronę granicy. Dlatego w lipcu 1945 r. Rosyjskie Oddziały Wojskowe Armii Mandżukuo zostały rozbrojone i przekształcone w jednostki robotnicze. Po zajęciu Mandżurii przez Armię Czerwoną w sierpniu tego roku, większość Rosjan została rozstrzelana, jedynie niewielka część trafiła do łagrów.